# Пальчатокоренник кровавый
Пальчатокоре́нник крова́вый (лат. Dactylorhiza cruenta) — многолетнее травянистое растение, вид рода Пальчатокоренник (Dactylorhiza) семейства Орхидные (Orchidaceae).

## Описание
Растение высотой от 15 до 35 см. Может достигать в высоту 50 см.
Соцветие представляет собой густой многоцветковый колос из 17—40 мелких лилово-пурпурных цветков. Цветёт в июне — июле, размножается семенами.

## Распространение
Пальчатокоренник кровавый растёт в странах Прибалтики, Скандинавии, Центральной Европы, Средиземноморья. В России встречается в европейской части, в Западной и Восточной Сибири. 

## Экология
Пальчатокоренник кровавый — гигрофит, обитающий на низинных и ключевых болотах, предпочитая глинистые или торфяные почвы, которые плохо проветриваются, богаты гумусом, имеют слабокислую реакцию и находятся в условиях высокого увлажнения. Реже растение встречается на болотах переходного типа, на влажных пойменных лугах и по берегам водоёмов. Растение является гелиофитом и плохо переносит затенённые места, поэтому обычно растёт на открытых участках.

## Охранный статус
Данный вид занесён в Красные книги Архангельской, Курской, Московской, Нижегородской, Пензенской, Тамбовской областей и Республики Мордовия.